# サンピア福岡
サンピア福岡（さんぴあふくおか、Sunpia Fukuoka）は、福岡県福津市にあった民間のスポーツ・保養施設である。

## 概要
当施設は福間競馬場跡地に1972年（昭和47年）4月に開業した旧・福岡厚生年金スポーツセンター（ウェルサンピア福岡）が前身。社会保険庁の年金財源確保策の一環で売却され、2009年（平成21年）10月の入札で韓国人実業家が8億2020万円で落札し、施設をほぼ引き継ぐ形で2010年（平成22年）4月22日に同名の会社（株式会社サンピア福岡）の運営によりオープンしたが、2015年に閉鎖され取り壊された後はシーサイドパーク海岸通りという分譲住宅地となった。

### 主な施設
- スポーツ施設
  - ゴルフ練習場
  - テニスコート
  - 野球場
  - 多目的コート
  - 体育館
  - レジャープール（夏期のみ）
- 宿泊施設（全29室）
- レストラン
- 宴会場
- 会議室、研修室
- 日帰り保養（人工光明石温泉）

## 所在地
- 住所：福岡県福津市西福間4-4-1

## アクセス
- JR九州福間駅より車（タクシー）で約7分。

## 周辺
- 福間海岸（海水浴場）